# Régiment d'Alsace
Le régiment d’Alsace est un régiment d’infanterie allemand du royaume de France créé en 1656.

## Création et différentes dénominations
Sa date de création est incertaine. Selon Louis Susane, il est peut-être issu des troupes allemandes amenées en Alsace par Bernard de Saxe-Weimar pendant la guerre de Trente Ans et passées au service de la France après sa mort en 1639. Bien que l'Alsace soit devenue une province du roi de France aux traités de Westphalie, le régiment d'Alsace a toujours gardé le statut et la solde d'un régiment étranger.
- 1656 : première mention du régiment d’Alsace, du nom de cette province ; il est rassemblé à Sainte-Marie-aux-Mines[2].
- 12 décembre 1659 : renforcé par incorporation du régiment de Broglie-Allemand[3]
- 18 janvier 1760 : renforcé par incorporation du régiment de Bergh
- 1er janvier 1791 : renommé 53e régiment d'infanterie de ligne
- 16 juin 1795 : le 1er bataillon est amalgamé dans la 105e demi-brigade de première formation
- étant à Cayenne, le 2e bataillon entre dans la composition de régiments coloniaux. Il n'est pas amalgamé dans la 106e demi-brigade de première formation.

## Colonels et mestres de camp

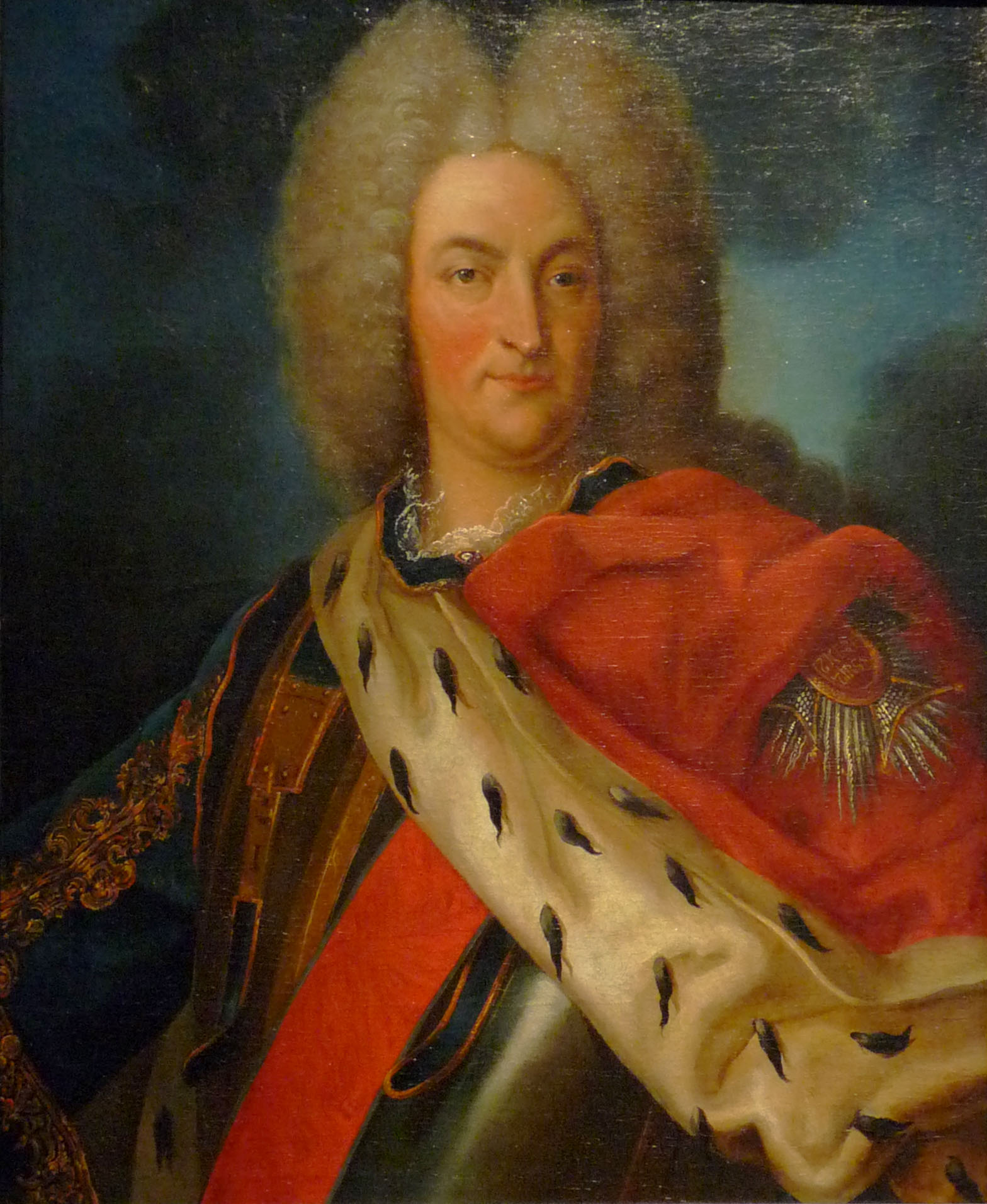
Christian III de Deux-Ponts-Birkenfeld, colonel propriétaire du régiment d’Alsace en 1696.

- mai 1656 : Guillaume, comte de Nassau-Saarbruck
- 22 décembre 1667 : Chrétien II de Bavière, prince de Birkenfeld, † 26 avril 1717
- 1er mai 1696 : Chrétien III de Bavière, prince de Birkenfeld, † 1735
- 10 mars 1734 : Frédéric de Bavière, prince des Deux-Ponts, brigadier le 20 février 1743, maréchal de camp le 14 mai 1743, lieutenant général le 16 février 1746, † 1767
- 4 juillet 1752 : Charles Auguste de Bavière, prince de Deux-Ponts, † 1er avril 1795
- 12 novembre 1770 : Maximilien Joseph de Bavière, prince de Deux-Ponts, neveu du précédent, † 13 octobre 1825
- 18 avril 1776 : Christian Louis, baron de Wurmser
- 15 avril 1780 : Just Emilius de Pagenstecher
- 1er janvier 1784 : Jean Jacob, baron de Coehorn
- 13 mai 1785 : Marie Eugène François Hermann, comte de Hinnisdall de Fumal
- 25 mai 1786 : Louis Eberhard, baron de Esbecke
- 25 juillet 1791 : François Joseph de Newinger
- 24 septembre 1792 : Charles Louis de Fladen

## Historique des garnisons, combats et batailles
- Guerre franco-espagnole :
  - 1658 : siège de Gravelines[3].
- 1672-1679 : guerre de Hollande, le régiment fait campagne aux Provinces-Unies et dans les Pays-Bas espagnols[4].
- Guerre de la Ligue d'Augsbourg :
  - 1683 : siège de Courtrai[5].
  - 1690 : campagne en Roussillon[5].
  - 1691 : siège de Nice[5].
  - 1693-1694 : siège de Rosas[6].
  - 1697 : siège de Barcelone ; le régiment d'Alsace se distingue et son colonel, Christian de Deux-Ponts-Birkenfeld, se trouve opposé à son cousin allemand Georges de Hesse-Darmstadt[7].
- Guerre de Succession d'Espagne :
  - 1701-1712 : campagne dans les Pays-Bas espagnols ; le régiment se distingue à la bataille de Denain[8].
  - 1713 : campagne en Allemagne, siège de Landau[9].
- 1733-1735 : guerre de Succession de Pologne et siège de Kehl[10].
- 1741-1748 : guerre de Succession d'Autriche et siège de Prague[11].
- 1757-1762 : guerre de Sept Ans et bataille de Kloster Kampen[12].
- 1770-1773 : campagne en Corse[13].

Le 1er bataillon du 53e régiment d’infanterie de ligne a fait les guerres de 1792 à 1793 à l’armée des Pyrénées-Orientales ; le 2e bataillon, embarqué pour Cayenne le 1er juillet 1792.

## Drapeaux
24 drapeaux, à 12 par bataillon, dont un blanc colonel, et 23 d’ordonnance, « verts & bruns par opposition, & croix blanches ».

Drapeaux d’ordonnance
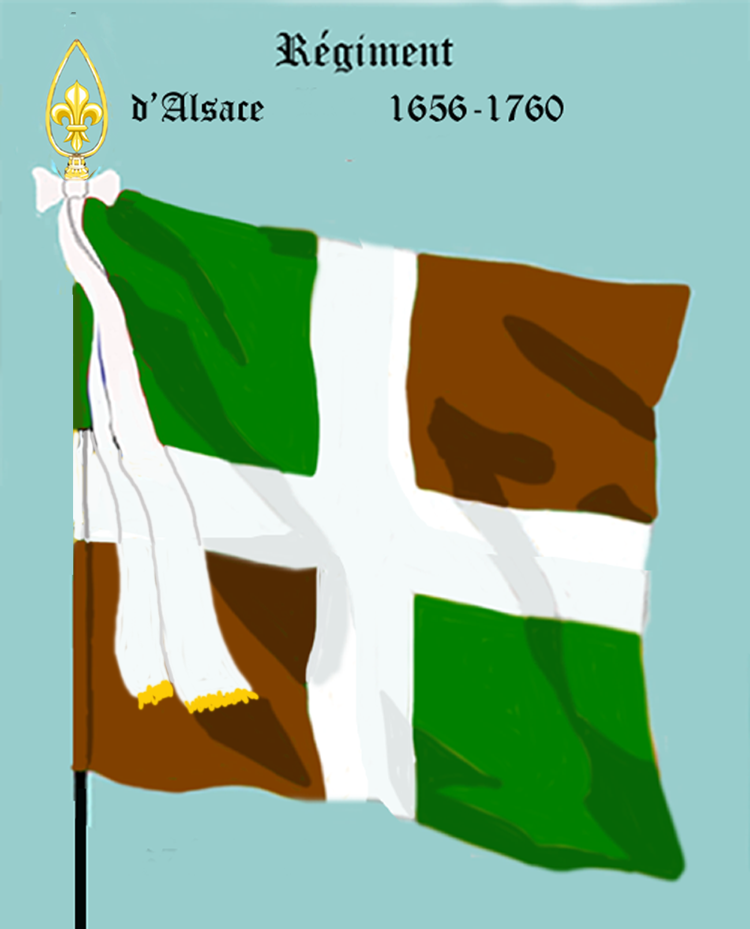
régiment d’Alsace de 1656 à 1760
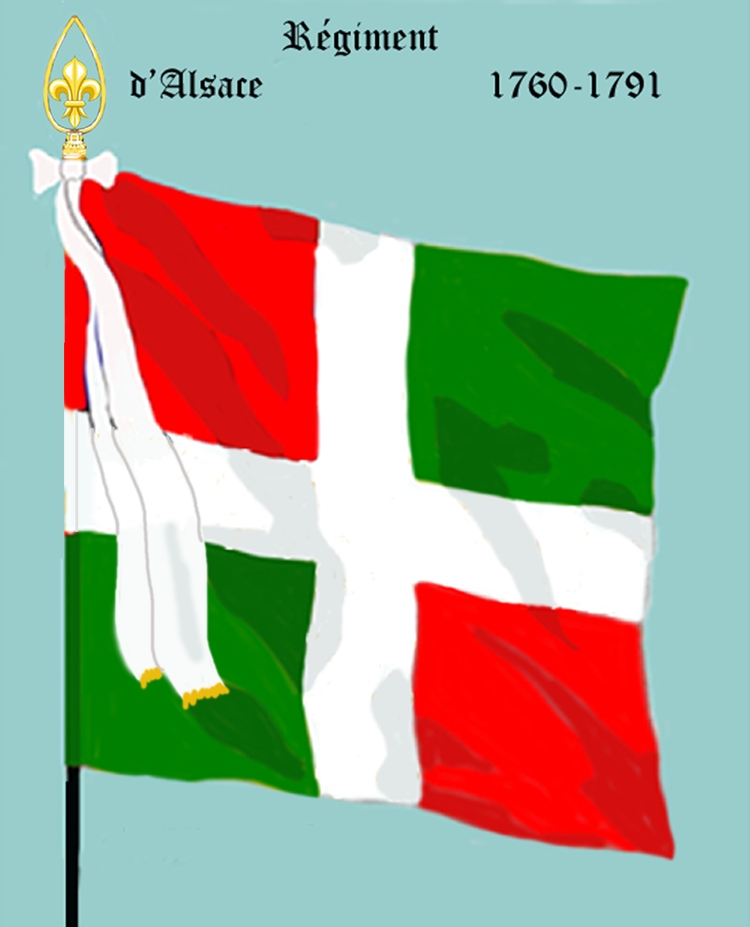
régiment d’Alsace de 1760 à 1791

## Habillement

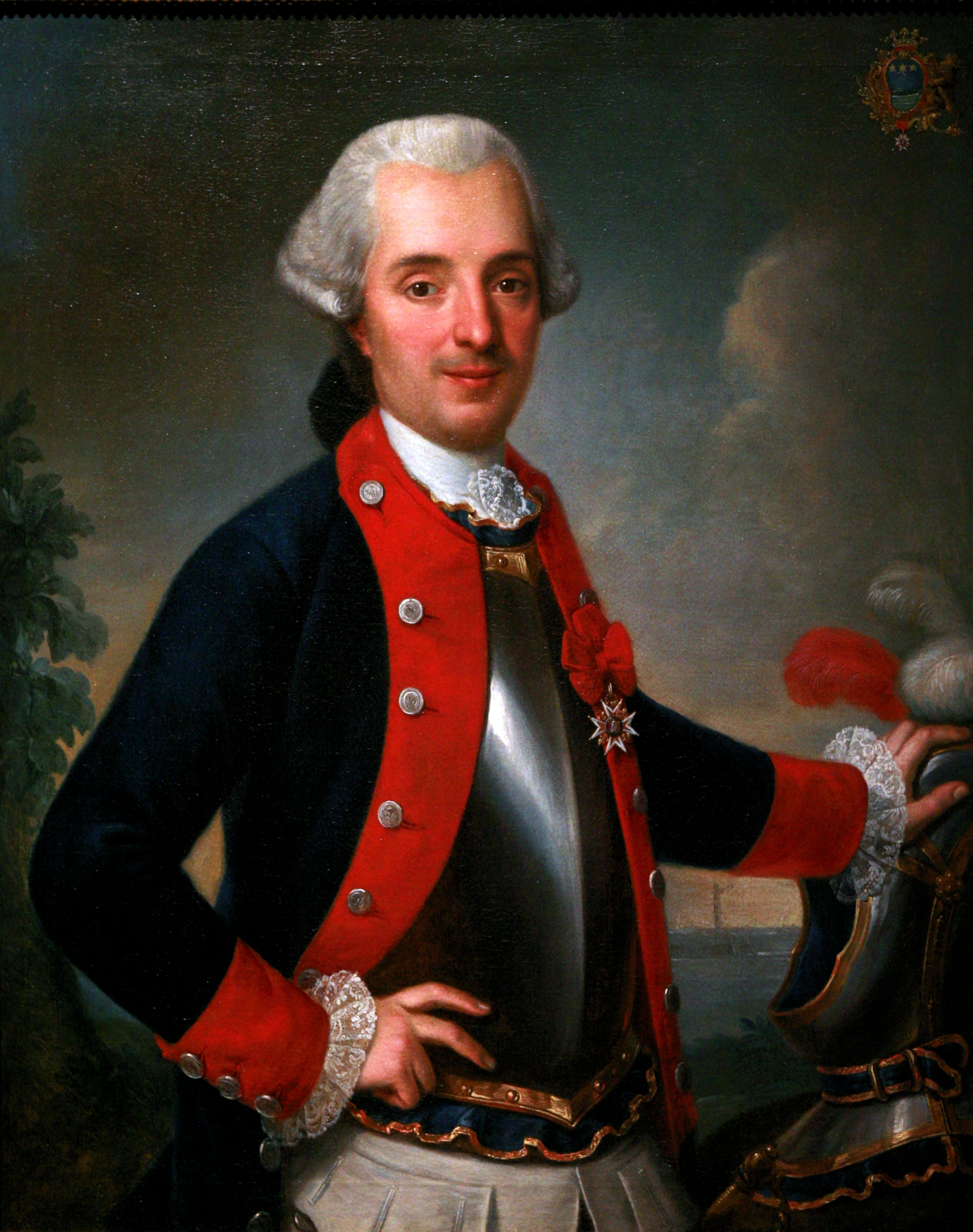
Officier du régiment d’Alsace en 1770.

Uniformes
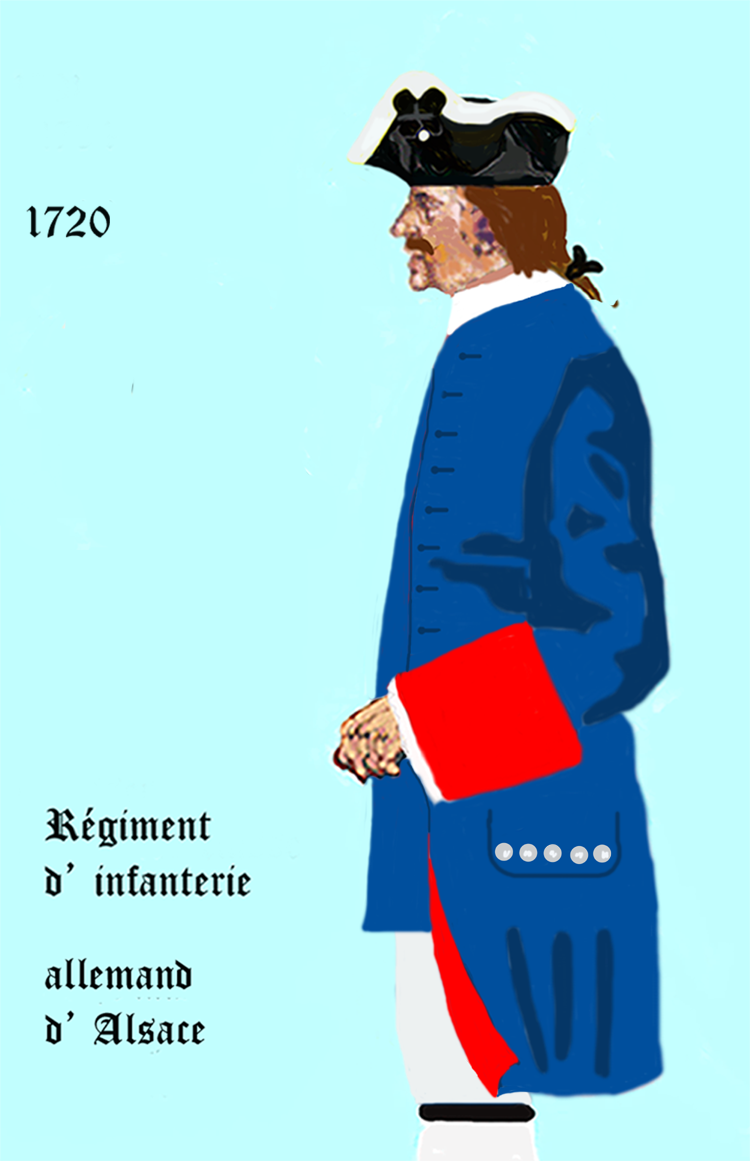
régiment d’Alsace de 1720 à 1734
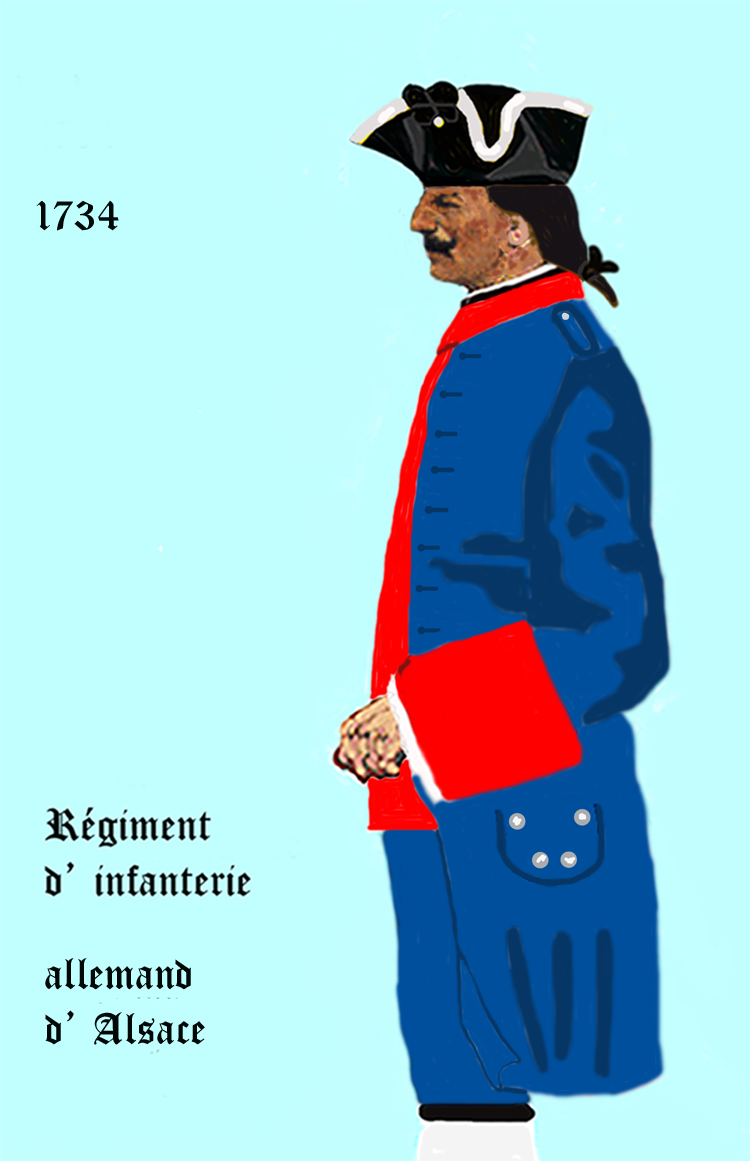
régiment d’Alsace de 1734 à 1762
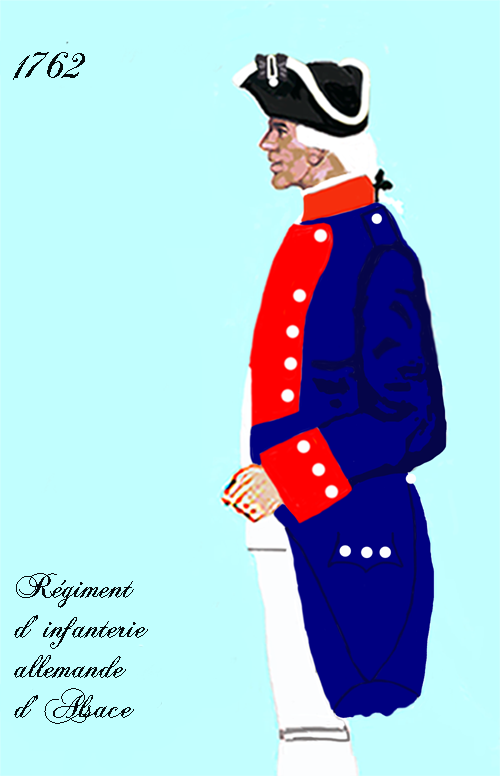
régiment d’Alsace de 1762 à 1767
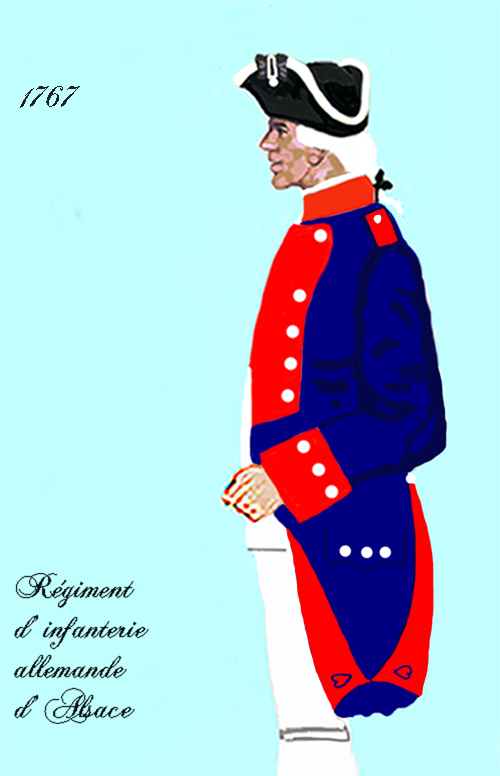
régiment d’Alsace de 1767 à 1776

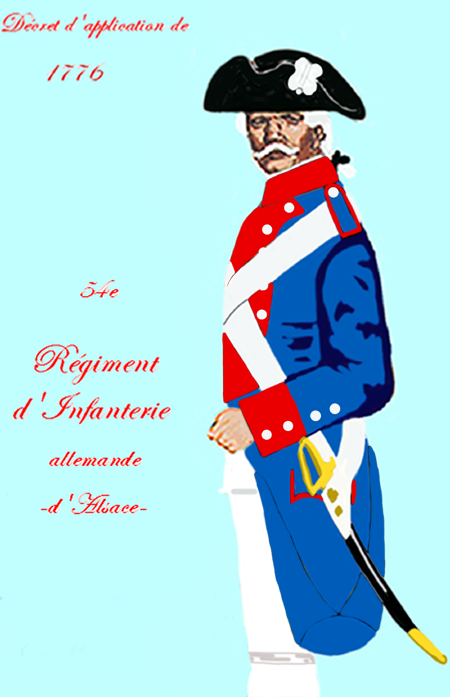
régiment d’Alsace de 1776 à 1791
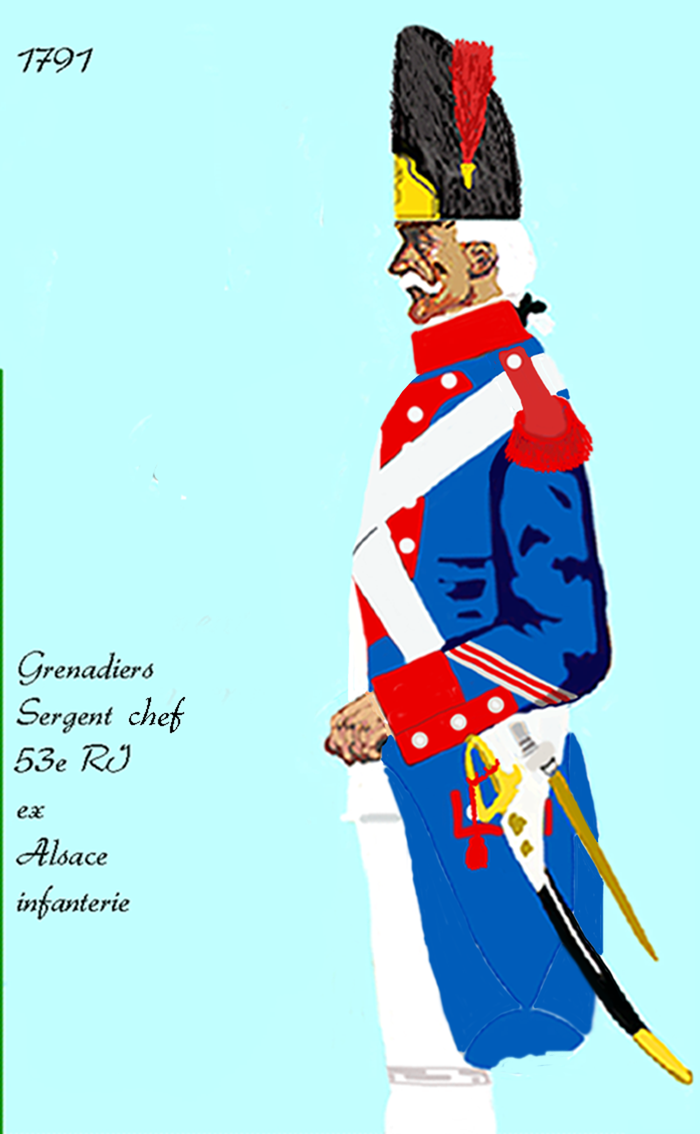
sergent de grenadier du 53e régiment d’infanterie de ligne de 1791 à 1792
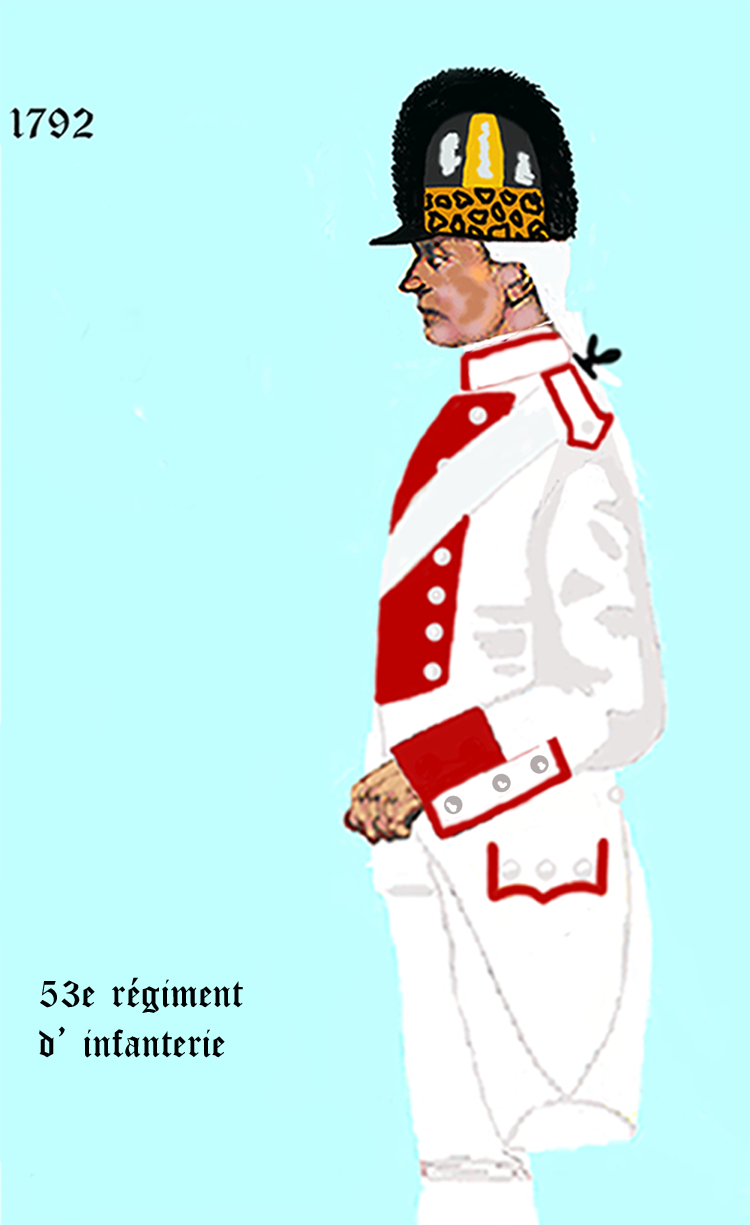
53e régiment d’infanterie de ligne à partir de 1792